# Абшерон-Хызынский экономический район

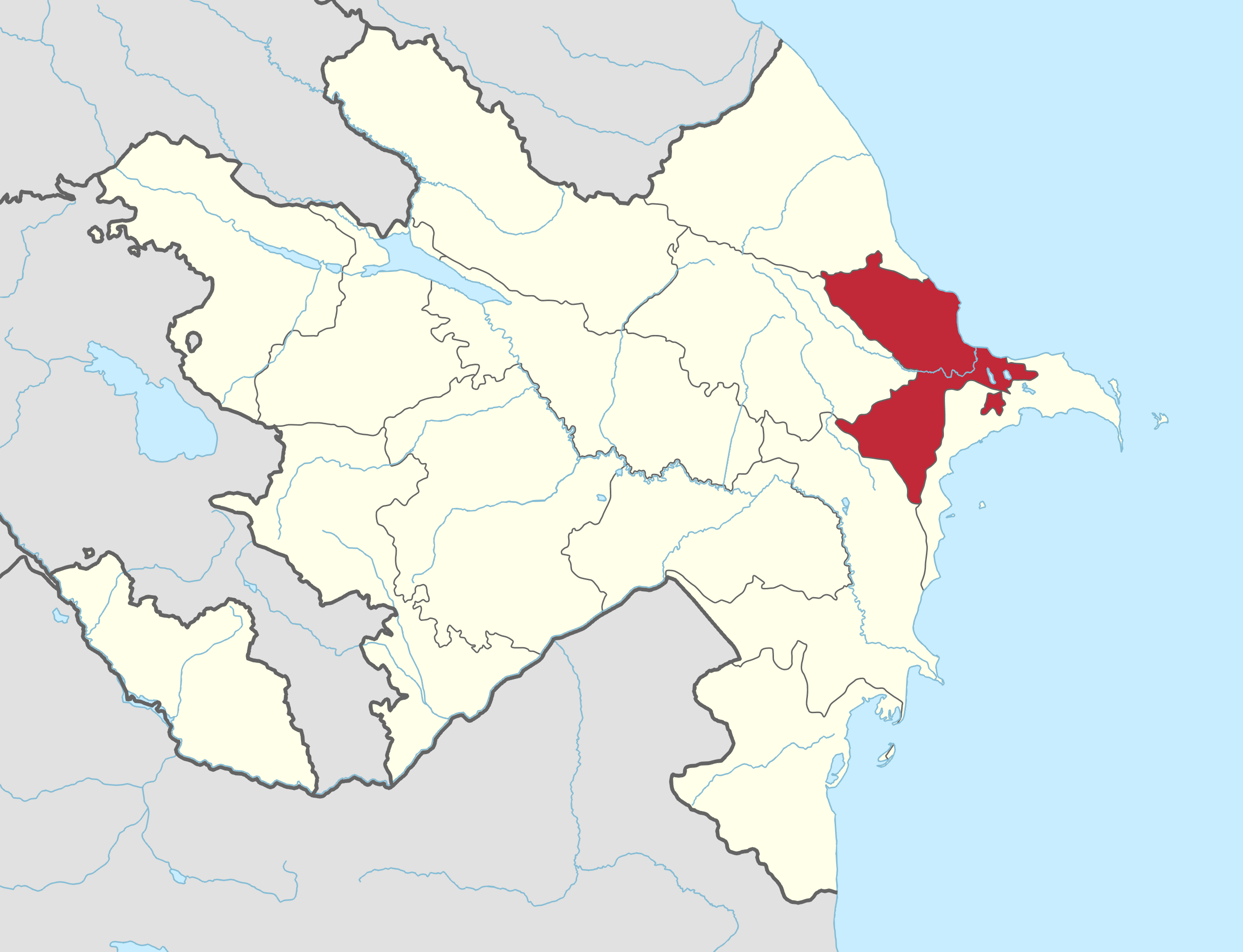
Карта экономических районов Азербайджана (июль 2021)

Абшерон-Хызынский экономический район (азерб. Abşeron-Xızı iqtisadi rayonu ) — один из экономических районов Азербайджана. Включает Апшеронский и Хызынский административные районы и город Сумгаит. До 7 июля 2021 года назывался Апшеронским экономическим районом.
Площадь составляет 3730 км². Население — 551,8 тыс. человек (на начало 2015 года).

## Экономика
Данный экономический район — главная топливно-энергетическая база страны, на долю которой приходится значительная часть добываемых в стране нефти, газа, выработки электроэнергии.
Добыча: нефть и газ.

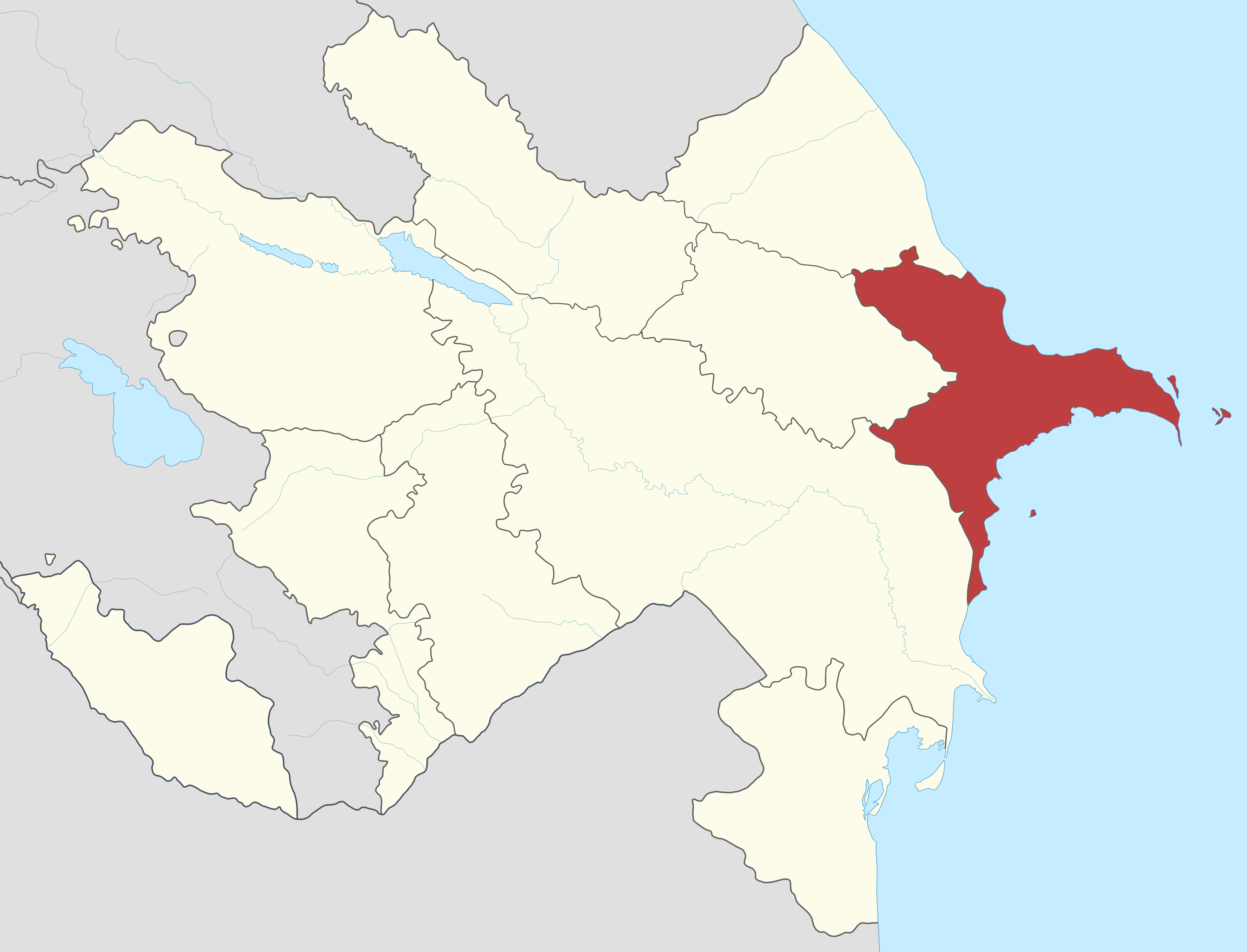
Апшеронский экономический район (закрашен красным) до 7 июля 2021 года

Производство: развита нефтехимическая и химическая, тяжёлая промышленность, чёрная и цветная металлургия, энергетика, машиностроение, электротехника, лёгкая и пищевая промышленность, строительная промышленность, транспортная инфраструктура и сфера обслуживания.
Отрасли сельского хозяйства: молочно-мясное животноводство, птицеводство, овцеводство, пригородные хозяйства с овощеводством, садоводством, виноградарством, цветоводством и сухим субтропическим плодоводством. Особые агроклиматические ресурсы района позволяют выращивать оливки, шафран, фисташки, миндаль, инжир, сорта винограда аг шаны и гара шаны, арбуз.
В 2022 году в районе действовало 34 141 субъектов малого и среднего бизнеса, в 2023 году — 35 682.

## Внешние ссылки
- Экономическая карта Азербайджана
- Государственная Программа социально-экономического развития регионов Азербайджанской Республики (2004-2008 гг.)
- Анализ и оценка хозяйственных комплексов экономических районов Азербайджана Статья опубликована в журнале «Российское предпринимательство» № 10 Вып. 1 (193) за 2011 год, стр. 169-174.
- Регионы Азербайджана
- Апшеронский полуостров // Энциклопедический словарь Брокгауза и Ефрона : в 86 т. (82 т. и 4 доп.). — СПб., 1890—1907.